# 아사신
아사신(페르시아어: حشیشیان, 아랍어: حشّاشين 핫샤신[*])은 시아-이슬람의 일종인 이스마일파의 한 분파로서 엄격한 규율과 훈련을 통해 종파상의 적대자와 정적을 암살하는 것으로 유명한 분파이다. 알라무트 요새를 중심으로 활동했던 페르시아 아사신과 마시아프 요새를 중심으로 활동했던 시리아 아사신으로 이루어진 아사신들은 11세기부터 13세기에 걸쳐 시리아, 팔레스타인, 이집트, 이란, 이라크 등지에서 활동했으며, 니자리 이스마일파라고도 부른다.

## 이름의 유래

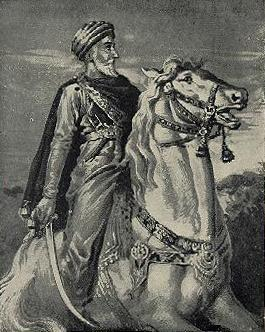
아사신파의 창시자 하산 사바흐

아사신이라는 이름은 페르시아어 “하사신(حشّاشين)”에서 유래했다고 알려져 있다. 이 단어는 '대마초를 피우는 사람'을 뜻하는 것으로 전승에 따르면 이 교단의 암살자들이 대마초와 같은 일종의 환각제를 복용하고 암살에 나섰다고 해서 이름이 유래했다고 전한다. 그러나 다른 설에는 이 교단의 창시자인 하산 사바흐의 하산을 따르는 사람들에서 유래했다고도 한다.
그러나 동시대 무슬림들에게 시리아로 옮겨간 아사신들은 바티니라는 이름으로 알려져 있었다. 바티니란 “겉으로 드러난 신앙과 다른 믿음을 가진 자들”이란 뜻으로 시리아 아사신들이 프랑크와 같은 이교도들과도 호의적으로 지냈기 때문이다.
아사신은 14세기 무렵부터 영어로 암살을 뜻하는 어쌔시네이션(assassination)의 어원이 되었다.

## 역사
아사신파는 8세기 무렵부터 그 존재가 알려지게 되었지만 실질적인 이 종파의 창시자는 오늘날의 이란에서 태어난 전설적인 지도자 하산 사바흐(?~1124)로 알려져 있다. 하산은 이집트의 파티마 왕조에서 일하다가 포교사가 되어 돌아온 다음 1090년 이란 북부의 다이람 산맥에 있는 알라무트라는 견고한 산성을 손에 넣어 그곳에서 강력한 집단공동체를 세우고 세력을 키웠다. 이 산성은 ‘매의 둥지’라는 별명을 가지고 있었으며 카스피 해를 북쪽으로 두고 서남쪽에 바그다드가 있는 전략적 요충지였다. 하산의 목표는 압바스 정권의 중요한 인물에 대한 암살을 통해 압바스 왕조의 권력을 약화시키는 것이었다.
마르코 폴로는 자신의 저서 동방견문록에서 이 지방을 아래와 같이 설명하였다.
| “ | 그는 산속의 계곡을 사들여서 지금까지 어디서도 볼 수 없었을 정도로 크고 아름다운 정원을 만들어 여러 가지 과일나무를 심었다. 그리고 그 안에는 상상도 할 수 없을 정도로 화려한 누각과 궁전을 세웠다. 모든 건물에는 금박을 입히고 밝고 선명한 색을 칠했다. 몇 갈래의 강줄기에는 포도주, 우유, 꿀, 물이 각각 넘치도록 흐르고 있었다. 묘령의 미녀들이 악기를 연주하며 아름다운 목소리로 노래하며 예쁘게 춤추고 있었다. 무함마드가 말하기를 낙원에는 포도주나 우유, 꿀, 물이 흐르는 배수로가 있으며 낙원에 들어오는 사람을 즐겁게 하기 위해 많은 미녀들이 살고 있다고 했는데, 산장로는 이 말을 토대로 해서 정원을 만들었고 이 지방의 무슬림들은 이곳이야말로 낙원이라고 믿었다. 산장로가 만든 이 정원에는 오직 하나의 입구가 있는데, 그곳에는 견고한 요새가 있었다. 즉 누구나 드나들 수 있는 곳이 아니었다는 뜻이다. 그렇다면 이 정원에 들어갈 자격이 있는 사람이란 도대체 어떤 사람일까? 선발되는 사람은 대개가 무술을 좋아하고 신체 건강한 열두 살에서 스무 살까지의 소년이다. 그리고 알라에 대한 믿음이 강해야 했음은 말할 나위도 없다. | ” |
|   | — 동방견문록 |   |

철저한 통제와 비밀 속에서 조직 운영을 했던 아사신들은 엄격한 규율과 훈련을 통해 소수 정예의 암살자들을 양성했고 이렇게 훈련된 암살자들은 상부의 명령에는 그 어떤 의문을 제기하지 않고 무조건 복종하였다고 전해진다. 거점을 확보하면서 교단의 지론인 절대적 권위에 대한 헌신, 종파상의 적대자를 말살한다는 교단의 독특한 성격이 매우 조직적으로 정비되어갔다. 그들은 차례차례 거미줄처럼 거점을 두루 세우고 그 지역에서 전략적으로 암살 활동을 전개했다.
암살자들은 단검을 절묘하게 사용하여 매우 잔혹하게 목적을 실행했다. 그 ‘암살 기술’은 상당히 수준이 높았고 독특하고 숙련된 기술을 가지고 있었다고 한다. 이들이 암살한 것으로 알려진 인물들 가운데 유명인사들을 다음과 같다. (물론 암살단의 성격상 이들의 암살자가 아사신인지 아닌지 분명하지 않은 경우도 많음)
- 셀주크 와지르 니잠 알 물크 (1092년)
- 파티마 와지르 알 아프달 (1122년)
- 아부 하라위 (1123년)
- 알레포의 이븐 알 카샤브 (1124년)
- 트리폴리의 레몽 2세 (1152년)
- 몬페라토의 코라도 (1192년)

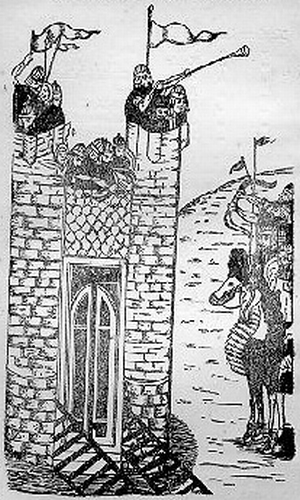
알라무트의 공격.

또한 유명한 이슬람의 영웅 살라흐 앗 딘(살라딘)도 수차례 아사신의 공격을 받았으나 목숨을 건졌다. 특히 아사신 쪽의 전승이 전하는 바로는 1176년 8월 살라흐 앗 딘이 아사신파에 대한 시리아 근거지에 대한 소탕 작전을 펼칠 때, 시리아의 아사신파의 지도자 라시드 앗 딘은 몰래 살라딘의 침소에 들어가 독이 든 과자와 “너는 우리 손안에 있다.”라고 적힌 쪽지를 살라딘에게 전했고 그 후로 살라딘은 아사신파를 공격하지 않았다고 한다.
이 사건을 계기로 각지에서 소위 ‘신비적인 암살’이 잇달아 일어났고 이슬람 세계는 공황 상태에 빠졌다. 당시 셀주크 왕조의 왕이었던 세말리크샤 1도 아사신 징벌을 위해 군대를 알라무트 산성으로 출격시켰지만 아사신들은 견고한 천연 요새를 무기로 농성 작전을 전개했다. 더구나 몇 번에 걸쳐 야간에 반격을 가해서 끝내 호위군을 격파했던 것이다.
그 후에도 수차례에 걸쳐서 칼리파나 술탄들의 공격을 받았지만 아사신 측의 수비는 완벽했다고 한다.
힘을 얻은 아사신은 시리아에도 근거지를 만들어 당시의 술탄을 자기들의 파로 개종시키는 등 세력을 확장했다.
아사신은 이슬람을 위해서만 암살을 수행한 것은 아니다. 그들은 레반트의 십자군들과도 종종 연합했고 심지어 병원기사단의 사주를 받고 예루살렘 총대주교를 암살하기도 했다. 또한 코라도의 암살은 잉글랜드의 리처드 1세의 사주로 아사신파가 행한 것이라는 소문도 돌았다.
아사신파는 13세기 몽골족의 훌라구 칸에 의해 괴멸된다. 훌라구 몽골군이 페르시아 제국의 아사신파 요새들을 차례로 점령하고, 1256년 12월 5일 마침내 아사신의 근거지인 알라무트를 함락시켰다. 이 때의 공격으로 아사신파의 유서깊은 도서관이 불에 타서 아사신파에 대해 알 수 있는 경전, 기록, 외교문서 등 수많은 자료가 소실되었다. 또한 1273년 시리아에 거점을 둔 교단도 맘루크 왕조의 술탄 바이바르스에 의해 차례로 소탕되었다. 이후 아사신파는 극소수 이단으로 몰려 시리아 북부나 페르시아 등지로 뿔뿔이 흩어졌고 그 때문에 이 교단의 실체는 점차 전설화되고 미화 또는 격하되어 그 실체는 베일에 가려지게 되었다.
현재 그들의 후예라고 알려져 있는 것은 인도에 본거지를 둔 이스마일파의 교단장 아가 칸(Aga Khan)이다. 그는 지금도 시리아의 신도들로부터 징수하는 10분의 1세 등의 권리를 가지고 파리나 런던에서 화려한 생활을 즐기고 있다. 세계에서 손꼽히는 부자 가운데 하나다.

## 아사신파의 특징
‘산장로(山長老)’라는 이름은 그들 조직의 우두머리이자 알라무트 산성에 자리잡고 있는 최고 교장에 대한 존칭이다. 조직은 최고 교장 밑으로 각각의 지역을 통괄하는 대수도원장이 몇 명 있었고, 그 하부에 통상적인 전도사가 있었다. 아사신파의 구성원들은 신앙심과 대담성의 정도에 따라 신참과 대사제로 구분되었고 정신적·육체적으로 강력한 훈련을 통해 암살자로 양성되었다. 실제로 암살을 실행하는 것은 최하층에 속한 암살자들로, 이들은 주로 혼자서 암살명령을 수행하는데 암살계획은 비밀리에 세워지지만 그 실행은 되도록 군중이 많은 공공장소에서 이루어졌는데 바로 대중에게 자신들의 존재와 의도를 널리 알리고 적들에게 공포감을 더 하기 위한 것이었다. 그렇기 때문에 공격자들은 곧잘 그 자리에서 죽임을 당했는데 이런 암살자들을 '피다이', 즉 ‘자기 희생자’로 불렀다. 그들은 최고 교장이 명령만 내리면 목숨을 내던져서라도 실행하는 광신자들이었다.
암살자들은 죽음 앞에서도 태연하게 죽음을 맞았는데 이 때문에 이들이 해시시(hashish), 즉 대마초에 중독되었을 것이라고 믿는 사람들이 많았다. 정확한 기록이 남아 있지 않아 이들이 정말 마약에 중독되었는지, 환각상태에서 암살을 수행했는지는 분명하지 않다.

## 대마와 낙원 체험
암살교단이 신참 소년들에게 먹였다는 대마에 대해서 간단히 언급하자면, 이것은 1960년대에 미국 젊은이들 사이에서 폭발적으로 유행했던 마리화나와 똑같은 것이다.
대마는 삼과의 일년초인 삼을 일컫는 말인데 옛날에는 주로 섬유를 얻기 위해 재배했다. 원래부터 번식력이 매우 강한 식물이기 때문에 중동과 중앙 아시아 등지에서는 시골에 가면 어디서나 자생하고 있는 것을 볼 수 있다. 이 식물의 ‘마취’ 성분은 수지에 포함되어 있는 THC(테트라 하이드로 카나비놀)라는 알카로이드(식물염기)이다. 아사신의 어원이기도 한 해시시는 정확하게는 대마초에서 추출한 수지 성분을 고형으로 만든 것이다.
사용법은 담배 잎에 섞어서 흡연하는 것이 일반적이다. 암살교단의 거점이었던 이란을 비롯하여 이슬람권에서는 음료에 타기도 하고 대추야자의 씨를 파내서 그 속에 집어넣는 등 다양한 섭취 방법을 쓰고 있다.
이 약물은 대한민국에서는 마약단속법으로 엄격하게 규제하고 있지만 이슬람 각국에서는 그다지 죄악시하지 않는다. 오히려 술을 마시는 것에 대한 규제가 훨씬 더 엄하다. 그 이유는 무엇보다도 역사적인 배경에 있다.
약물로서 사용한 가장 오래된 기록으로는 고대 그리스의 헤로도토스가 쓴 '역사'에 나오는 부분을 들 수 있다.
| “ | 스키타이 지방에서는 크기나 키는 다르지만 그 외에는 아마와 비슷하게 생진 대마가 자라난다. 스키타이 사람은 이 대마의 씨를 손에 들고 천막 속으로 들어가 그 씨를 빨갛게 달구어진 돌 위에 던진다. | ” |

말하자면 사우나 같은 것이다. 그들은 이러한 ‘대마탕’에 들어가서 기분을 좋게 했다고 한다. 스키타이 사람은 기원전 7~3세기를 중심으로 흑해의 북쪽 연안을 지배한 이란계의 용맹스러운 유목민족이다.
대마에는 흥분작용도 있으므로 아마 전쟁에 임할 때에도 사용하여 용기를 불러일으키는 데 도움을 받았을 것이다. 즉 이란 사람에게는 고대로부터 잘 알려진 약물이었던 것이다. 이러한 이유에서 산장로는 신참들에게 이것을 마시게 했다. 이 약물은 마르코 폴로가 말한 것처럼 수면작용 외에도 흥분작용, 환각작용도 있는 것으로 알려져 있다.
그것뿐만이 아니다. 마약에서 오는 쾌감이라는 것은 신앙을 갖고 있는 사람이 느끼는 ‘신과의 일체감’, ‘법열’, ‘열반’ 등 소위 ‘행복 체험’과도 통하는 특별한 감각을 맛보게 된다. 엄격한 수행 끝에 신의 자비를 알게 되며, 갑작스러운 계시로 세상의 이치를 이해한다. 이러한 종교 체험은 그 신앙이 깊으면 깊을수록 강렬한 쾌감이 되어 온몸에서 넘쳐흐른다고 한다. 그것과 거의 같은 수준의 쾌감이 마약을 통해서도 나타나는 것이다.
그러므로 산장로가 신참에게 대마를 복용시킨 것은 수면작용뿐만 아니라 이러한 종교적 쾌감을 체험시킨다는 목적이 있었던 것이다. 말하자면 대마의 효용 또한 ‘낙원’으로 들어가는 입구라고 여겼기 때문일 것이다.
프랑스의 시인 보들레르(1812~1867)는 이 ‘낙원 체험’에 대해 깊게 연구하여 '인공 낙원'이라는 작품으로 정리했다. 보들레르에 따르면 대마 복용에 따른 작용은 세 가지 단계가 있는데 처음에는 별것도 아닌 말이나 사물이 공연히 재미있게 생각되어 무엇을 보아도 자꾸만 웃게 된다고 한다. 다음에는 쾌감이나 불쾌감이 되어 무력감이 온몸에 퍼지고 감각의 마비가 온다. 그리고 마지막 단계에서는 매우 특별한 감각을 맛보게 된다고 한다.
| “ | …이는 동방 사람들이 절대 안식이라고 부르는 것이다. 절대적인 행복이다. 그것은 더는 회오리치거나 시끄러운 무언가가 아니다. 평온하고 가만히 움직이지 않는 행복 상태다. 모든 철학적 문제가 해결된다. 신학자들이 어떻게든 풀어보려고 온갖 힘을 다 쓰고, 이성을 구사하는 인류를 절망시키는 것이기도 했던 난해한 문제가 모두 투명하고 명쾌하게 풀린다. 일체의 모순은 단일성으로 바뀌어버린다. 사람이 신으로 이행한 것이다. | ” |
|   | — 인공 낙원 |   |

마르코 폴로가 증언한 내용은 다음에 실린 대로다.
산장로의 부하들은 주변 지방을 항상 잘 살펴서 눈에 띄는 소년에게 약물을 몰래 먹인다. 약물이란 이 지방에 야생하는 대마초에서 추출한 해시시이다. 약물을 입에 넣자마자 소년은 쾌활해지고 점차 약효가 나타나면서 환각세계에 빠지게 되어 이윽고 잠들어버린다. 이때를 틈타서 소년들을 ‘정원’ 안으로 들여보낸다.
소년이 눈을 뜨고 보면 그곳은 이슬람의 교조인 무함마드가 말한 그대로의 세상이 펼쳐져 있다. 아름다운 건물, 꽃들이 만발한 정원에는 포도주와 꿀의 강이 흐르고 고기나 과일도 마음껏 먹을 수 있으며 더구나 절세 미녀들의 대접을 받는 것이다. 그렇게 이 지상 낙원에서 꿈 같은 나날을 보내게 된다.
그런데 어느 날 소년이 눈을 뜨면 생전 본 적도 없는 곳에 와 있다는 것을 알아차리게 된다. 그 땅의 군주이자 성인으로 추앙받는 산장로의 부름을 받고 그 앞에 나아가서 질문을 받게 된다.
“너는 어디에서 왔느냐?“
”낙원에서 왔습니다. 꾸란에 씌어진 것과 똑같은 낙원이었습니다. 거짓말이 아닙니다.”
“믿어주마. 그래서 너는 그 낙원으로 돌아가고 싶으냐?”
“물론입니다. 하지만 어떻게 돌아가야 할지 모르겠습니다.”
“좋다. 내가 힘이 되어주마. …어쨌든 알라를 위해서 목숨도 내던질 각오를 하늘에 보이도록 해야 할 것이다. 어떠냐, 알라의 가르침에 등을 돌린 나쁜 놈이 있는데 그 놈을 죽일 수가 있겠느냐?”
“할 수 있고 말고요. 그것이 알라의 뜻이라면 제가 죽는 한이 있어도 반드시 해보이겠습니다.”
아마도 이런 식의 대화가 오갔을 것이다. 소년의 사명은 지하드라는 평가를 받는다. 만일 실패하는 일이 있어도 순교자로서 낙원에 들어갈 수 있기 때문에 생명의 유무는 그다지 문제가 되지 않는다고 생각하는 것이다.

이렇게 해서 젊은 암살자가 한 명 탄생한다. 산장로는 자신에게 절대 복종을 맹세한 강력한 암살자 군단을 이끌게 된다. 산장로는 암살자를 이용해서 정적을 죽이고, 나아가서는 공포심을 바탕으로 하는 권력을 움켜쥐는 데 성공했다. 암살교단을 이끌었던 산장로는 독재자, 테러리스트의 수령, 정상적이지 못한 권력지향자라고 일컬어져왔다. 그러나 그가 사람을 조종하기 위해 쓴 기술적인 수완은 그야말로 신들렸다고 할 수 있을 정도로 뛰어난 수준이었던 것이다.

## 같이 보기
- 이스마일파
- 성전기사단
- 어쌔신 크리드 : 비디오 게임